# Капелан, Гюнтер
Гюнтер Капелан (нем. Günter Capelan; 28 июля 1932—1992) — немецкий шахматист; международный мастер (1968).
В составе национальной сборной участник 5-го командного чемпионата Европы (1973) в г. Бате (играя на 1-й резервной доске, завоевал серебряную медаль в индивидуальном зачёте).
В составе команды «SG Solingen» участник Кубка европейских клубов 1975/1976 (поделили 1-е место с командой «Буревестник») и 3-го международного турнира в Маспаломас-Коста-Канария (1974) на Канарских островах (команда выиграла «золото»).

## Изменения рейтинга
| Графики недоступны из-за технических проблем. См. информацию на Фабрикаторе и на mediawiki.org. |